# ルベン・ミカエル
ルベン・ミカエル・フレイタス・レスレイソン（Rúben Micael Freitas Ressureição, 1986年8月19日 - ）は、ポルトガル・カマラ・デ・ロボス出身の元サッカー選手。現役時代のポジションはMF。単にミカエル (Micael) としても知られている。

## 経歴

### クラブ

#### 初期 / ナシオナル
マデイラ諸島フンシャルの郊外に生まれたミカエルは、地元のウニオン・マデイラでキャリアを始め、17歳の時にプロデビューを飾った。
2008-09シーズンに同じマデイラ諸島を拠点とする1部のCDナシオナルと契約を締結すると、すぐさま中心選手としてプレーし、2009年5月2日のSLベンフィカ戦（ホーム3-1勝利）で得点するなど活躍を見せ、UEFAヨーロッパリーグ 2009-10出場権獲得に貢献した。その前月にポルトガルB代表としてルーマニア戦（2-0勝利）に出場した。翌2009-10シーズンも引き続き中心選手として活躍し、特にUEFAヨーロッパリーグ最終予選のロシア1部FCゼニト・サンクトペテルブルク戦で第1戦（ホーム4-3勝利）に決勝点、第2戦（アウェイ1-1）では試合終了間際に得点を挙げ本戦へ導いた。

#### ポルト
2010年1月中旬にFCポルトは、ミカエルの保有権を60%を取得し移籍金300万ユーロの4年半で契約を締結、さらにバイアウト条項を3000万ユーロに設定したことを発表した。30日の古巣ナシオナル戦（アウェイ4-0勝利）でラウール・メイレレスに代わり後半から初出場を飾った。アンドレ・ビラス・ボアス新監督の下でリーグ戦は、骨折した 影響もあり出場時間が781分と控えめな出番に終わったが、公式戦では36試合4得点（うちUEFAヨーロッパリーグ 2010-11で3得点）を記録し、3冠を達成に貢献した。

#### アトレティコ・マドリード
2011年8月19日に同僚のラダメル・ファルカオと共に移籍金4500万ユーロ（ミカエル個人は500万ユーロ）でスペイン1部のアトレティコ・マドリードと契約するも、ミカエルの方は直後に同リーグのレアル・サラゴサに貸し出された。
翌2012-13シーズンはSCブラガに貸し出される と、8月下旬の3日の間に行われた2試合で3得点を記録する素晴らしい形でシーズン序盤をきった: SCベイラ・マル戦（ホーム3-1勝利）で2得点、UEFAチャンピオンズリーグ 2012-13プレーオフのウディネーゼ・カルチョとの第2戦（アウェイ1-1）では引き分けに持ち込む貴重な得点を挙げ、最終的にPK戦を制しクラブ史上2度目の本戦に進出した。同大会のガラタサライSKとのグループリーグ第2節（アウェイ2-0勝利）で先制点を挙げている。

### 代表
2011年3月29日、ポルトでの出場機会は多いとは言えない状態にもかかわらず、フィンランドとの親善試合（2-0勝利）に先発でポルトガル代表初出場を飾り、2得点を挙げた。

## タイトル

### クラブ
FCポルト
- UEFAヨーロッパリーグ : 2010-11
- スーペル・リーガ : 2010-11, 2011-12
- タッサ・デ・ポルトガル : 2009-10, 2010-11
- スーペルタッサ・カンディド・デ・オリベイラ : 2010, 2011

SCブラガ
- タッサ・ダ・リーガ : 2012-13